# Quimógrafo

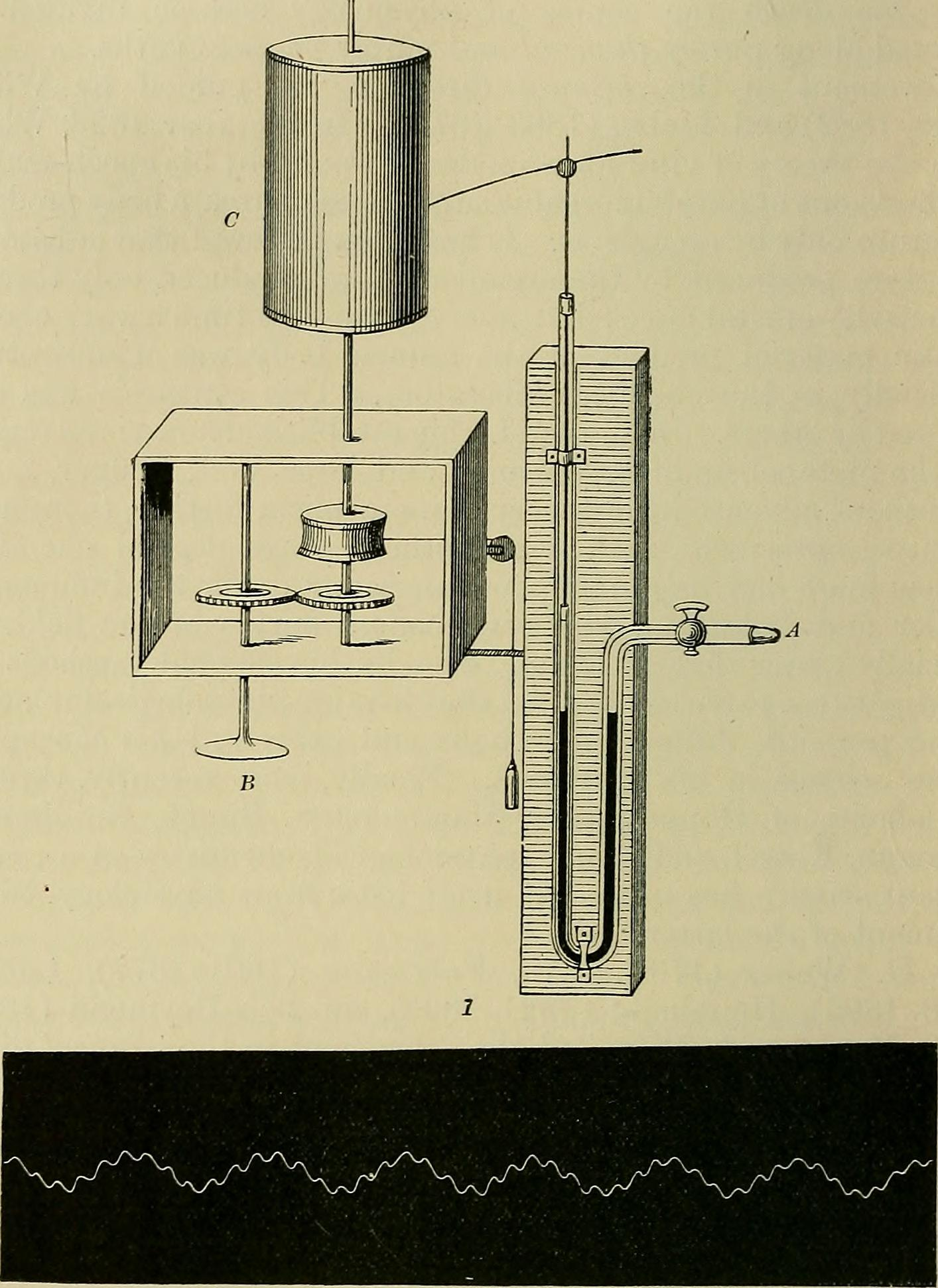
Kymographion de Ludwig (arriba) con un registro de presión arterial (abajo).

Un kimógrafo o quimógrafo (del griego κῦμα, kyma: onda + γραφή, grafion: escritura), es un dispositivo que dibuja una representación gráfica de la posición espacial a lo largo del tiempo. Consiste en un tambor giratorio mecanizado envuelto con una hoja de papel, sobre la cual se mueve un estilo que registra los cambios en fenómenos como la presión arterial, el movimiento muscular, la actividad nerviosa y la respiración. 
 
El kimógrafo tiene la capacidad de registrar, para luego poder cuantificar y estudiar los cambios temporales en los fenómenos fisiológicos y la interacción entre ellos. Durante un siglo, fue tecnología de punta en instrumentos de medición en biología. 

## Historia
Los grandes avances técnicos junto a la concepción positivista, favorecieron el desarrollo de la medicina instrumental. Más de la mitad de la fisiología que se enseña hoy corresponde a resultados obtenidos entre 1850-1950, en que se inventaron los aparatos de registro de la fisiología clásica.
Creado como ‘’Kymographion’’ por el fisiólogo alemán Carl Ludwig en 1847,  el kimografo fue inicialmente un dispositivo mecánico e hidráulico. Mediante el acoplamiento de un manómetro de mercurio con forma de "U", a un flotador que trasmitía las oscilaciones del  mercurio, que entonces podían registrarse mediante una pluma, sobre un tambor giratorio.

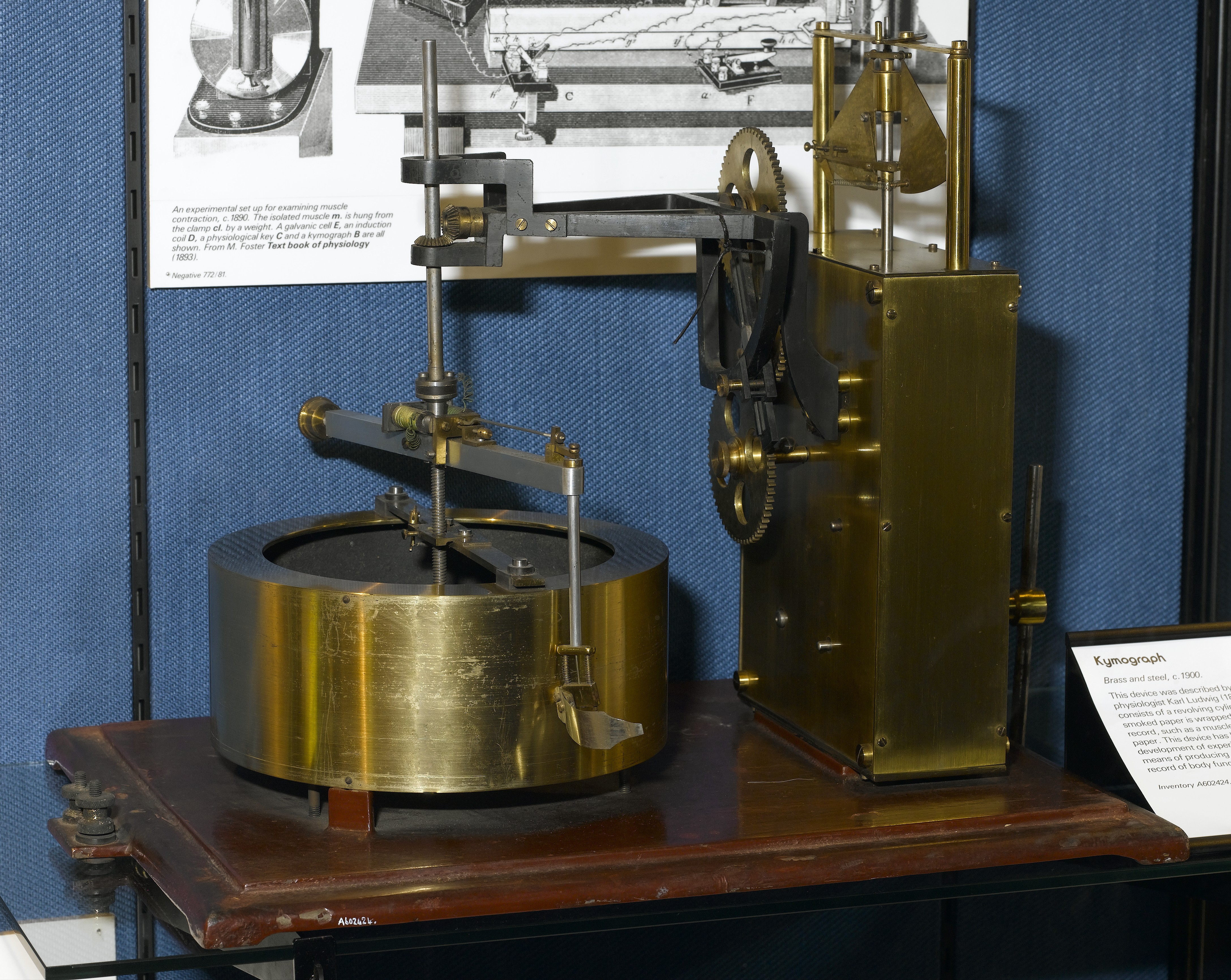
Kimografo (alrededor de 1900).

Encontró su primer uso como un medio para registrar las variaciones de la presión sanguínea. La onda de presión arterial era transportada por el sistema hidráulico y entonces las palancas movían un pluma que registraba una huella blanca en un papel cubierto de hollín sobre el tambor de giro constante. El tiempo estaba representado por la velocidad de rotación del tambor, impulsado por un mecanismo de relojería y era grabado por una pluma táctil adicional. 

El diseño de Ludwig tenía defectos, era lento debido a la inercia de la masa de mercurio dentro del tubo en U. La reproducción de la onda de presión arterial que trasmitía no era fiel. Marey y Chauveau diseñaron un sistema de transducción neumático que solucionó el problema.

"...nosotros ya no estimamos la fuerza de la acción del corazón solamente por sentir el pulso, o por observar la distancia a la que la sangre es proyectada desde una arteria seccionada… los movimientos son registrados sobre cilindros giratorios o superficies planas, y así un trazado o registro, que indica el carácter y la extensión del movimiento, puede ser conservado."
William Rutherford, Introductory Lecture to the Course of Physiology in King’s College, London, 1869.

Finaizando el siglo XIX los avances en el diseño agregaron electroimanes para el cabezal de registro múltiple simultáneo. 

Durante la primera mitad del siglo XX el kimógrafo fue parte fundamental del instrumental de los estudiantes de fisiología.

## Ventajas
Los kimógrafos presentan los resultados en tiempo real, por lo que permiten: ver primero y luego estudiar los resultados, además de las relaciones temporales que presentan los fenómenos que se están estudiando.
La ventaja del registro gráfico es su objetividad, que permite una etapa posterior (mediata), en la cual otros investigadores pueden cuantificar y estudiar los trazados obtenidos, aun cuando no estuvieran presentes durante la observación original. De ese estudio posterior se ven surgir consistencias e inconsistencias y se aprecian los cambios relacionados con el tiempo.

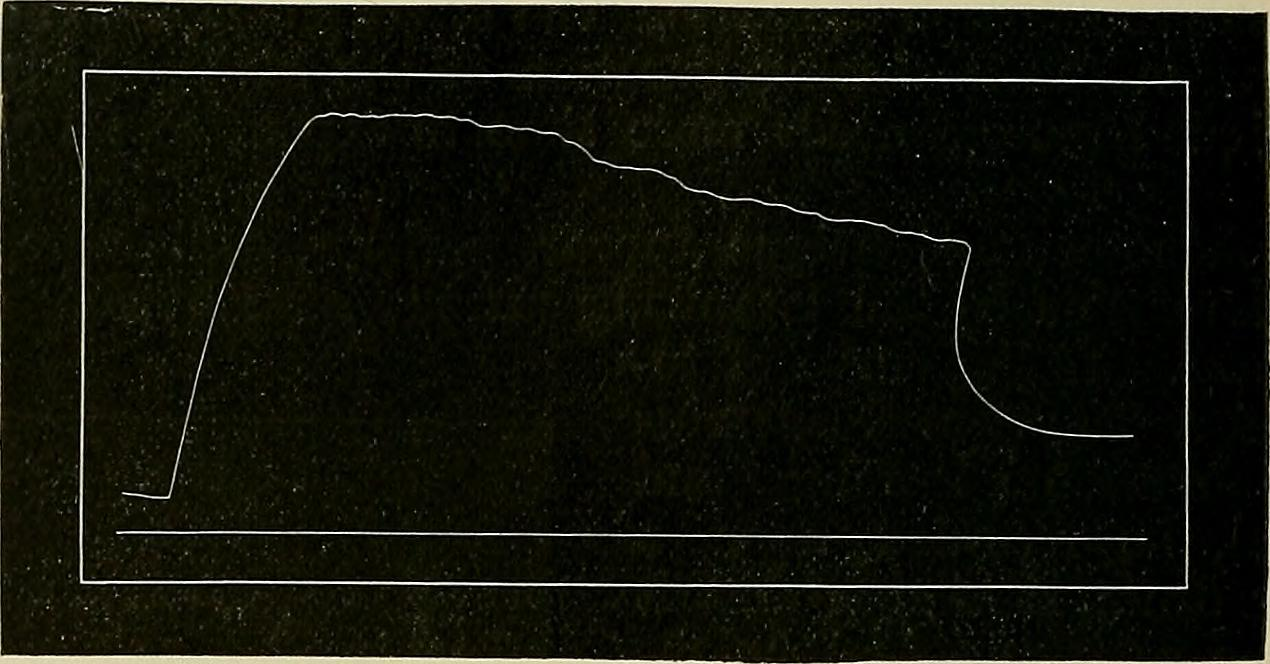
Registro de una onda de contracción muscular, obtenido mediante un Kimógrafo. Dentro del rectángulo blanco: la línea recta de abajo es la unidad de tiempo, encima la gráfica dibujada de una contracción muscular mantenida.

El kimógrafo se convirtió en el instrumento central en la enseñanza de la fisiología. Entre 1875 y 1950 los investigadores y técnicos idearon muchas mejoras en el dispositivo, además de numerosos componentes sensoriales nuevos, para medir una amplia gama de fenómenos fisiológicos como la respiración, el movimiento muscular o el habla.
Los primeros registros que se realizaron para medir la duración y la fuerza de la contracción muscular, utilizaron un kimógrafo conectado a la preparación biológica, así se podían registrar los fenómenos fisiológicos. 
Los nuevos sistemas de detección y registro incluyen métodos eléctricos y electrónicos, y trazados en tinta.